# Anomaloglossus atopoglossus
Anomaloglossus atopoglossus е вид жаба от семейство Aromobatidae.

## Разпространение
Видът е разпространен в Колумбия.